# Le Conquérant de l'inutile
Ne doit pas être confondu avec Les Conquérants de l'impossible.
Pour plus de détails, voir Fiche technique et Distribution.
Le Conquérant de l'inutile est un film français réalisé par Marcel Ichac en 1966 à partir du livre Les Conquérants de l'inutile,  de son ami Lionel Terray. C'est un film d'hommage à la mémoire de l'auteur, qui venait de mourir d'une chute dans le Vercors en 1965. Il devient un classique du cinéma historique de montagne.
La musique a été composée par François de Roubaix.
Le Conquérant de l'inutile a été présenté au festival de Cannes 1967. Il a été primé dans les festivals de films spécialisés (Festival de Trente, Festival de Banff 1982, etc.).

## Fiche technique
- Réalisation et scénario : Marcel Ichac
- Photographie : René Vernadet
- Musique : François de Roubaix
- Production : FILMARTIC
- Format : 16 mm
- Genre : Moyen métrage documentaire
- Durée : 30 minutes[3]